# 伊豆国分寺
伊豆国分寺（いずこくぶんじ）は、静岡県三島市にある日蓮宗の寺院。旧称は蓮行寺。山号は最勝山。本尊は釈迦如来。大本山北山本門寺の旧末寺で、現在は興統法縁会所属。
奈良時代に聖武天皇の詔により日本各地に建立された国分寺のうち、伊豆国国分寺の後継寺院にあたる。本項では現寺院とともに、創建当時の史跡である伊豆国分寺跡（塔跡は国の史跡）と伊豆国分尼寺についても解説する。

## 歴史
伊豆国分寺に比定される以前、当寺は古くは「蓮行寺」という名の真言宗の寺院であった。時期は不明ながら、慈眼（慶長14年（1609年没）が日蓮宗に改宗したという。のち当地が伊豆国分寺跡に比定されたことから、昭和38年（1963年）に現在の「伊豆国分寺」と改称した。

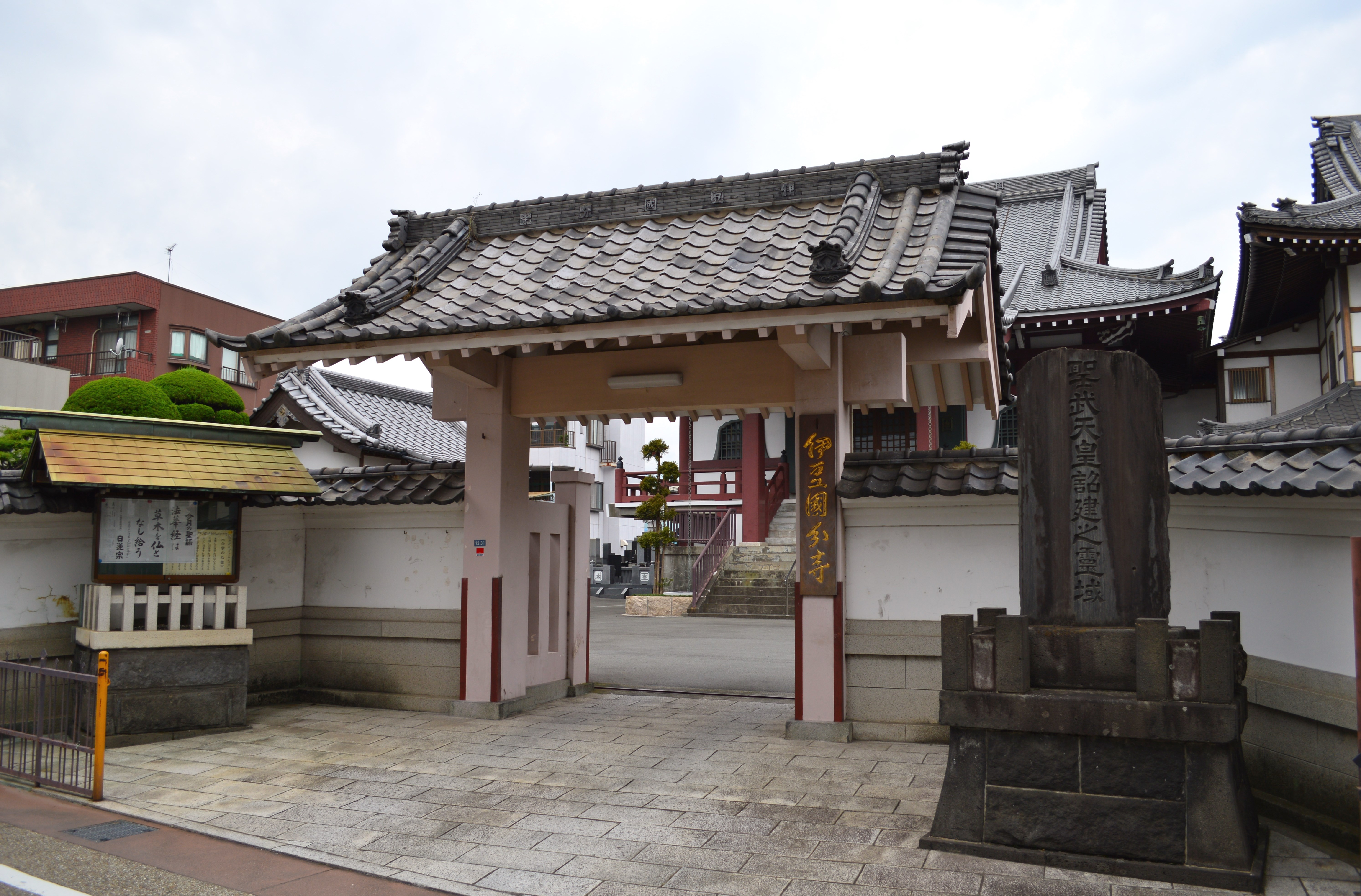
山門

## 伊豆国分寺跡

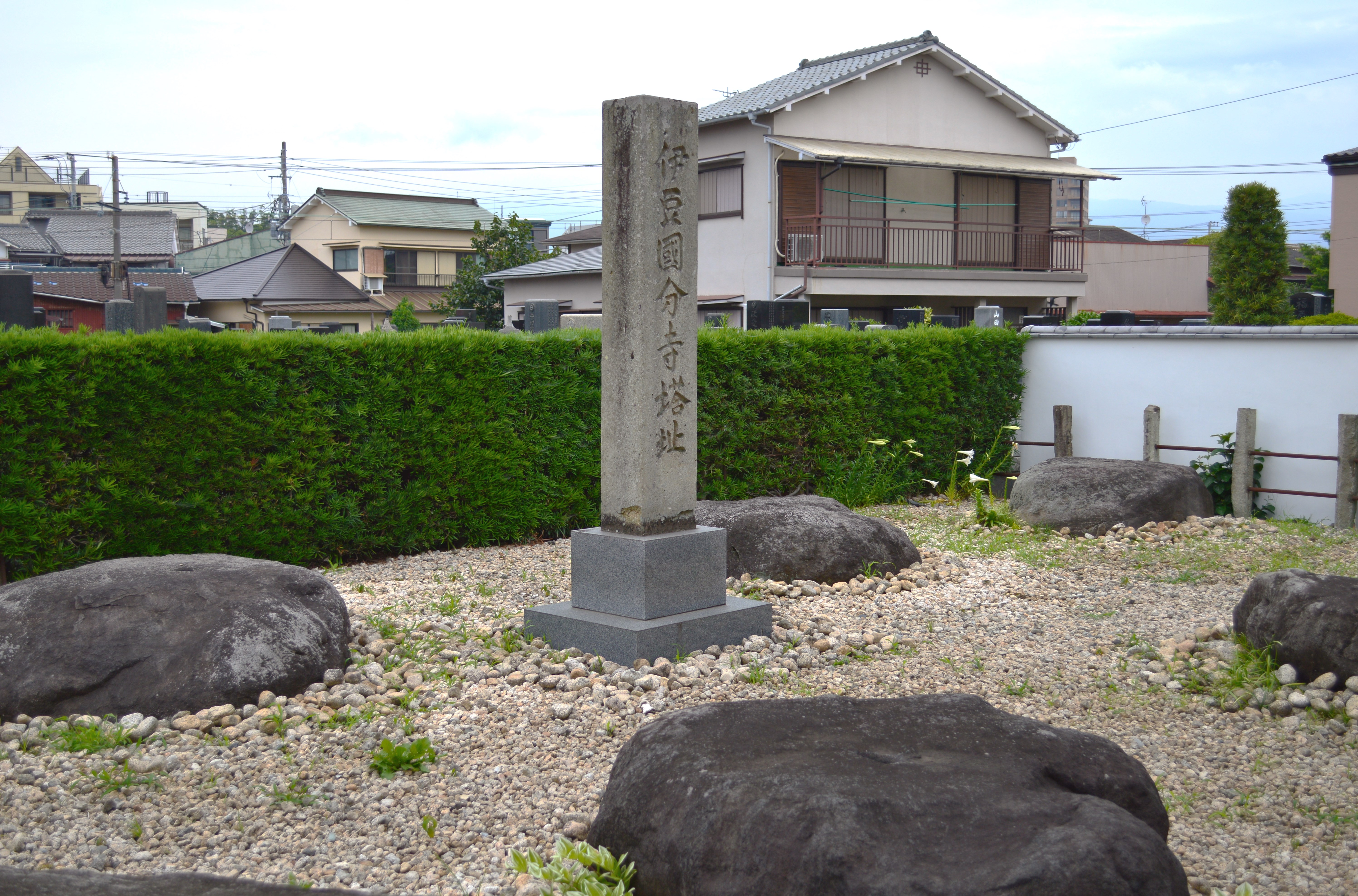
旧国分寺塔跡（国の史跡）

昭和31年（1956年）の発掘調査により、寺域は2町4方と推定され、僧坊・講堂・金堂・中門・南門の遺構が確認された。しかしながら、伽藍の詳細は明らかとはなっていない。現在は、塔跡の基壇・礎石8個が現国分寺の境内に遺構として保存され、国の史跡に指定されている。
『延喜式』主税寮の伊豆国正税では、代用の国分寺として「山興寺」の寺名が記載されており、元の国分寺は10世紀には焼亡していたと見られている。

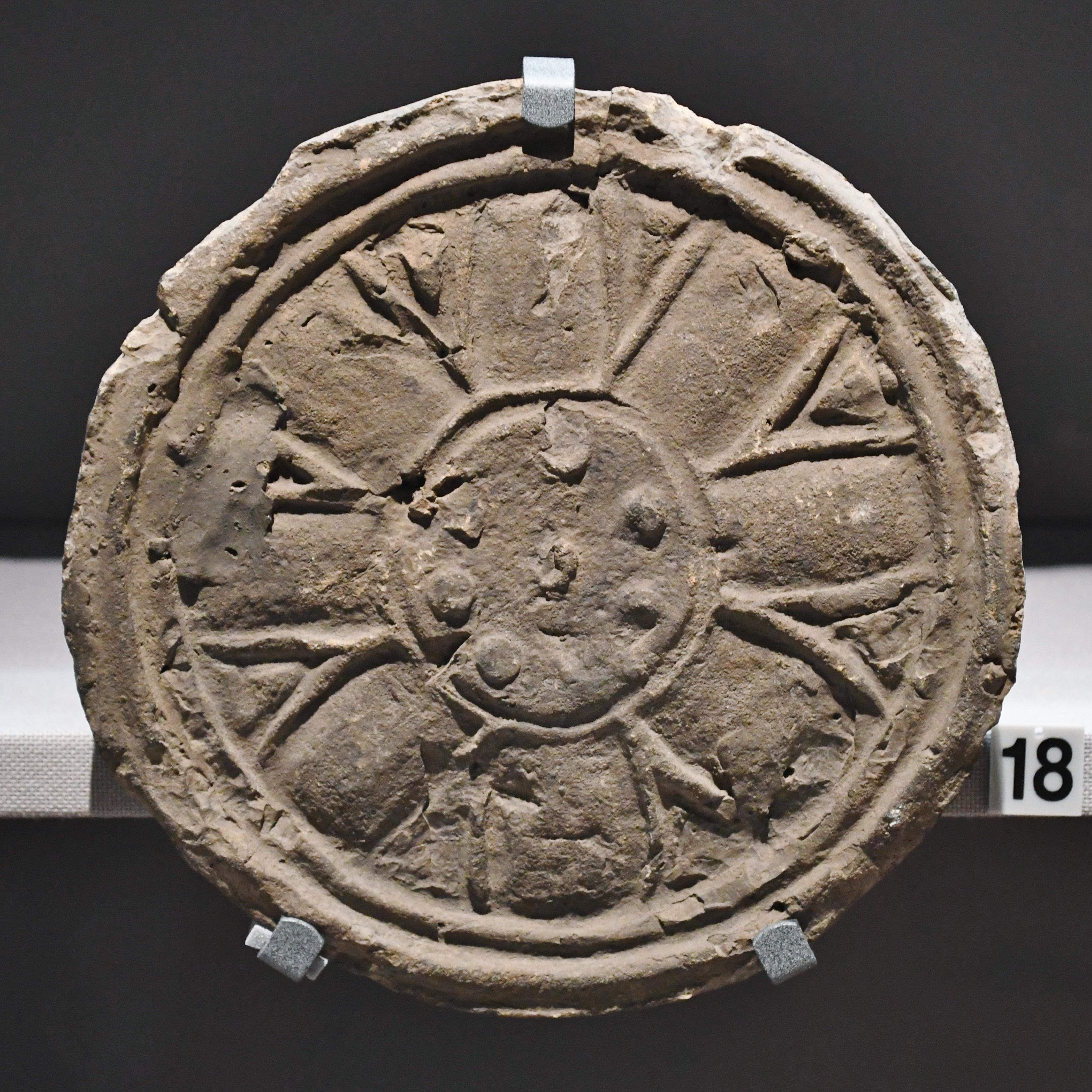
軒丸瓦 東京国立博物館展示。

- 軒丸瓦
東京国立博物館展示。

## 伊豆国分尼寺

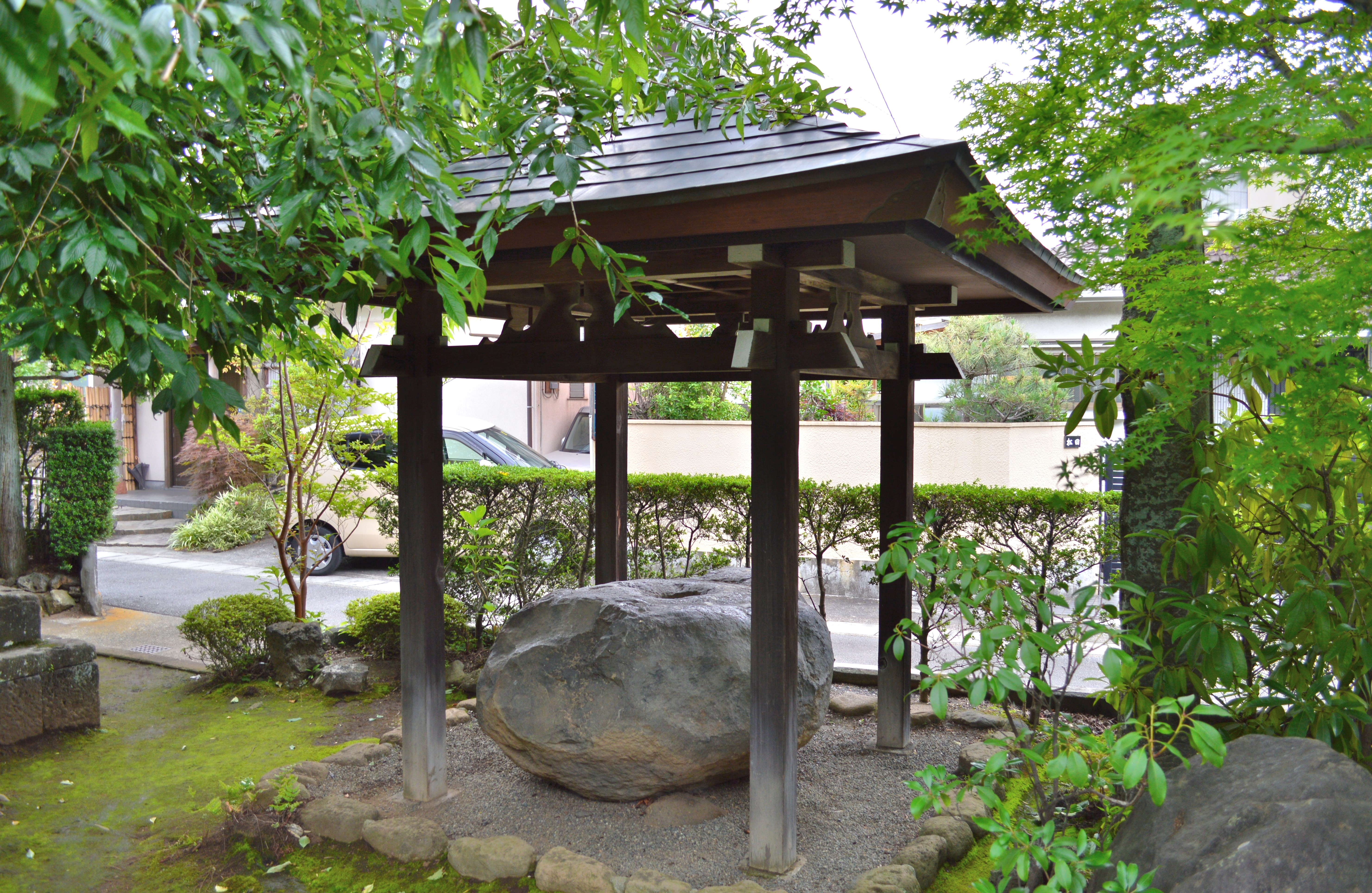
市ヶ原廃寺塔心礎（市指定文化財）
祐泉寺境内。国分尼寺跡か。

尼寺の所在は明らかではない。『日本三代実録』元慶8年（884年）4月21日条によると、国分尼寺は承和3年（836年）に焼亡し、その後定額寺の某寺が法華寺とされたという。また同条によれば、元慶8年（884年）に新たに建立することを許されたともいう。
僧寺東方に所在する祐泉寺には、裏手に「市ヶ原廃寺」と呼ばれる寺院跡がある。祐泉寺境内には塔礎石が残されており、この廃寺が薬師寺式伽藍配置であったとする説がある。この礎石は三島市の文化財（考古資料）に指定されている。また、祐泉寺の南方に位置する法華寺は国分尼寺の後継と伝えられる。
以上を基に市誌編纂事業では、国分尼寺に塔は設けられた例がないことから市ヶ原廃寺は「定額寺の某寺」でありかつ『日本文徳天皇実録』に定額寺として見える「大興寺」に充てられ、新たに建てられた寺が「法華寺」だとみなされた。ただし市ヶ原廃寺の遺構は明らかとなっていないため、伽藍配置や規模含め問題が残されている。

## 文化財

### 国の史跡
- 伊豆国分寺塔跡 - 昭和31年5月15日指定。

## 現地情報
所在地
- 伊豆国分寺：静岡県三島市泉町12-31
- 祐泉寺（代用国分尼寺か）：静岡県三島市大社町5-13 （北緯35度07分06.54秒 東経138度55分14.69秒 / 北緯35.1184833度 東経138.9207472度）
- 法華寺（国分尼寺後継）：静岡県三島市東本町1丁目15-48 （北緯35度07分03.80秒 東経138度55分16.27秒 / 北緯35.1177222度 東経138.9211861度）